# حزقيال إيشيفيريا
حزقيال إيشيفيريا (بالإسبانية: Ezequiel Echeverría)‏ هو لاعب كرة قدم أرجنتيني في مركز الوسط، ولد في 12 مارس 1985. لعب مع Naval de Talcahuano ‏.

## وصلات خارجية
- حزقيال إيشيفيريا على موقع Soccerway.com (الإنجليزية)